# Rise Against
Rise Against es una banda estadounidense de hardcore melódico proveniente de Chicago, Estados Unidos y formada en 1999. Actualmente los miembros son Tim McIlrath (voz principal, guitarra rítmica), Zach Blair (guitarra líder, coros), Joe Principe (bajo, coros) y Brandon Barnes (batería, percusión).
Rise Against pasó los primeros cinco años de actividad con un contrato con el sello discográfico independiente Fat Wreck Chords, con quienes editaron dos álbumes, The Unraveling (2001) y Revolutions per Minute (2003). Ambos discos recibieron bastante éxito en la escena underground, que les llevó a firmar por una multinacional, Geffen, en 2003.
El álbum debut con Geffen, Siren Song of the Counter Culture, les supuso un cierto éxito en la escena mainstream, extrayéndose de él cuatro sencillos. El cuarto álbum de estudio, The Sufferer & the Witness, debutó en el puesto número diez de la lista Billboard 200, además de recibir reseñas positivas de la crítica especializada. El quinto disco, Appeal to Reason, se lanzó a principios de octubre de 2008 debutando en el puesto número tres del Billboard 200. Los tres lanzamientos de Geffen recibieron certificación de platino en Canadá y oro en Estados Unidos. La banda promociona de forma activa los derechos de los animales y todos sus miembros, excepto Barnes, son straight edge, miembros de PETA (asociación a favor de los derechos de los animales) y veganos. El 15 de marzo de 2011 se produjo el lanzamiento de su sexto álbum bajo el nombre de Endgame.

## Historia

### Primeros años:The Unraveling & Revolutions per Minute(1999-2003)
Rise Against se formó con el nombre de «Transistor Revolt» en 1999, gracias a la unión de exmiembros de las bandas 88 Fingers Louie y Baxter. La alineación inicial consistía en Tim McIlrath (voz), Joe Principe (bajo y voz), Toni Tintari (batería) y Mr. Precision (guitarra y voz). A pesar de que la banda nunca tocó en directo con esta formación, lanzó un EP demo autoproducido llamado Transistor Revolt en 2000, un año antes de firmar contrato con Fat Wreck Chords. Tintari abandonó poco después de editar el EP, siendo reemplazado por Brandon Barnes, después de un corto estadio de Dan Lumley de Screeching Weasel y Squirtgun como batería.
La banda camba su nombre a «Rise Against» en 2001 con el lanzamiento de su primer álbum, The Unraveling (producido por el veterano productor de punk Mass Giorgini) a través de Fat Wreck Chords ese mismo año. Mr. Precision dejó el grupo en 2001, siendo reemplazado por Todd Mohney.
Después de una gira para promocionar The Unraveling, volvieron al estudio de grabación en diciembre de 2002 para trabajar en su segundo álbum de larga duración, Revolutions per Minute (producido por Bill Stevenson y Jason Livermore en el estudio The Blasting Room), lanzado en 2003. La banda giró en apoyo de sus dos primeros álbumes, haciendo de teloneros para bandas como Sick of It All, NOFX, Agnostic Front, No Use for a Name, AFI y Strung Out. Además, Rise Against participó en el festival Warped Tour de 2003.

### Siren Song of the Counter Culture(2004-2005)
Rise Against firmó contrato con Dreamworks Records en diciembre de 2003 y grabó su tercer disco, Siren Song of the Counter Culture, que salió a la venta en 2004. Poco después, Dreamworks fue absorbido por Universal Music Group, por lo que Rise Against pasó a formar parte de la cartera de artistas de Geffen Records, subsidiaria de Universal Music Group. Al poco tiempo de firmar con Geffen, Mohney abandonó la banda y fue sustituido por el guitarrista Chris Chasse. Rise Against lanzó Siren Song of the Counter Culture en agosto de 2004 a través de Geffen Records. El disco, además de ser el primero lanzado a través de una discográfica multinacional, también fue el primero en entrar en la lista de éxitos Billboard 200 y en ser certificado oro por la Recording Industry Association of America (RIAA). Recibió buenas críticas, a pesar de que algunos de estos críticos enjuiciaron su sonido demasiado accesible y melódico en comparación con trabajos anteriores. Al concederle tres estrella de cinco posibles, Johnny Loftus de allmusic comentó: «A veces, Siren Song of the Counter Culture, se deja llevar por su propia urgencia melódica». A pesar de ello, también afirmó que debido a que era el debut de la banda con una multinacional, «quizás el sonido redondo y la incursión de overdubs de guitarras acústicas y chelos... estén bien».
Rise Against hizo gira por Estados Unidos, Europa, Australia y Japón para promocionar Siren Song of the Counter Culture. Actuaron en el primer festival internacional Taste of Chaos de 2005 junto a Funeral for a Friend, Story of the Year, The Used y Killswitch Engage), hicieron una gira mundial por el Reino Unido, Alemania, Australia y Japón, la gira Give It a Name, el festival de Reading y Leeds en el Reino Unido, una gira estadounidense con Alkaline Trio y el Warped Tour.

### The Sufferer & the Witness(2006-2007)

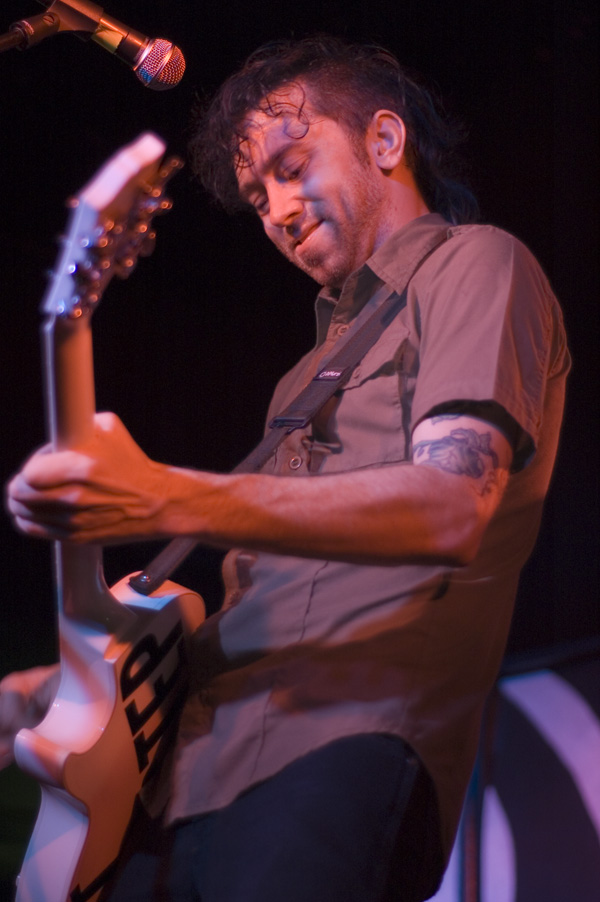
Tim Mcilrath tocando con la banda en Milán en abril de 2007.

En enero de 2006, después de la gira de promoción de Siren Song of the Counter Culture, Rise Against grabó su cuarto álbum en el estudio Blasting Room situado en Fort Collins, Colorado con los productores Bill Stevenson y Jason Livermore. Mezclado por Chris Lord-Alge en Resonate Sound en Burbank, California, The Sufferer & the Witness finalmente se lanzó el 4 de julio de 2006. Llegó al puesto número diez en la lista Billboard 200 estadounidense, vendiendo 48.397 copias en la primera semana y recibió el disco de oro otorgado por la RIAA en 2008. El periódico The Age dijo que en The Sufferer & the Witness, la banda «volvía a sus orígenes punk». Además de ser el álbum más exitoso de Rise Against hasta ese momento, tuvo una buena aceptación por parte de los críticos. Corey Apar de allmusic, concediéndole cuatro de cinco estrellas, dijo que «las agallas internas de la banda son acertadamente eternas entre las conmovedoras letras llenas de coros listos para alzar los puños en el aire», además de decir que «Rise Against continúa confrontando quejas personales y políticas con torbellinos de guitarra, ritmos firmes y la voz de papel de lija de Tim McIlrath». Sin embargo, Christine Leonard de Fast Forward Weekly dijo sobre la banda: «A pesar de que regresan a su fórmula vieja escuela con la intensidad balística de “Bricks”, pierden con la misma rapidez el enfoque con esfuerzos cuestionables como “Worth Dying For” y el cansino “Prayer of the Refugee”».
El 5 de diciembre de 2006 se lanzó un DVD llamado Generation Lost para promocionar a la banda y el nuevo disco que contiene un documental sobre las respectivas carreras de los miembros, además de actuaciones en directo y partes del making-of. Rise Against comenzó la gira de promoción de The Sufferer & the Witness en el segundo semestre de 2006, con Berri Txarrak como teloneros en su gira europea, y continuó de gira hasta finales de 2007, llegando a ser cabezas de cartel del Warped Tour 2006. A finales de ese año, encabezaron junto a Thursday una gira con las bandas Circa Survive y Billy Talent, además de telonear a My Chemical Romance en la primera mitad de su gira estadounidense a principios de 2007. El 23 de febrero de 2007, anunciaron en su sitio web la marcha del guitarrista Chris Chasse, reemplazado finalmente por un viejo amigo de los integrantes de la banda, Zach Blair, proveniente de la banda Only Crime. El 15 de junio de 2007 encabezaron, por primera vez, su propia gira para promocionar The Sufferer & the Witness; una gira estadounidense que duró todo el verano. A mitad de gira, el 3 de julio, Rise Against lanzó un EP en Canadá llamado This Is Noise, lanzado internacionalmente el 15 de enero de 2008.

### Appeal to Reason(2008-2010)

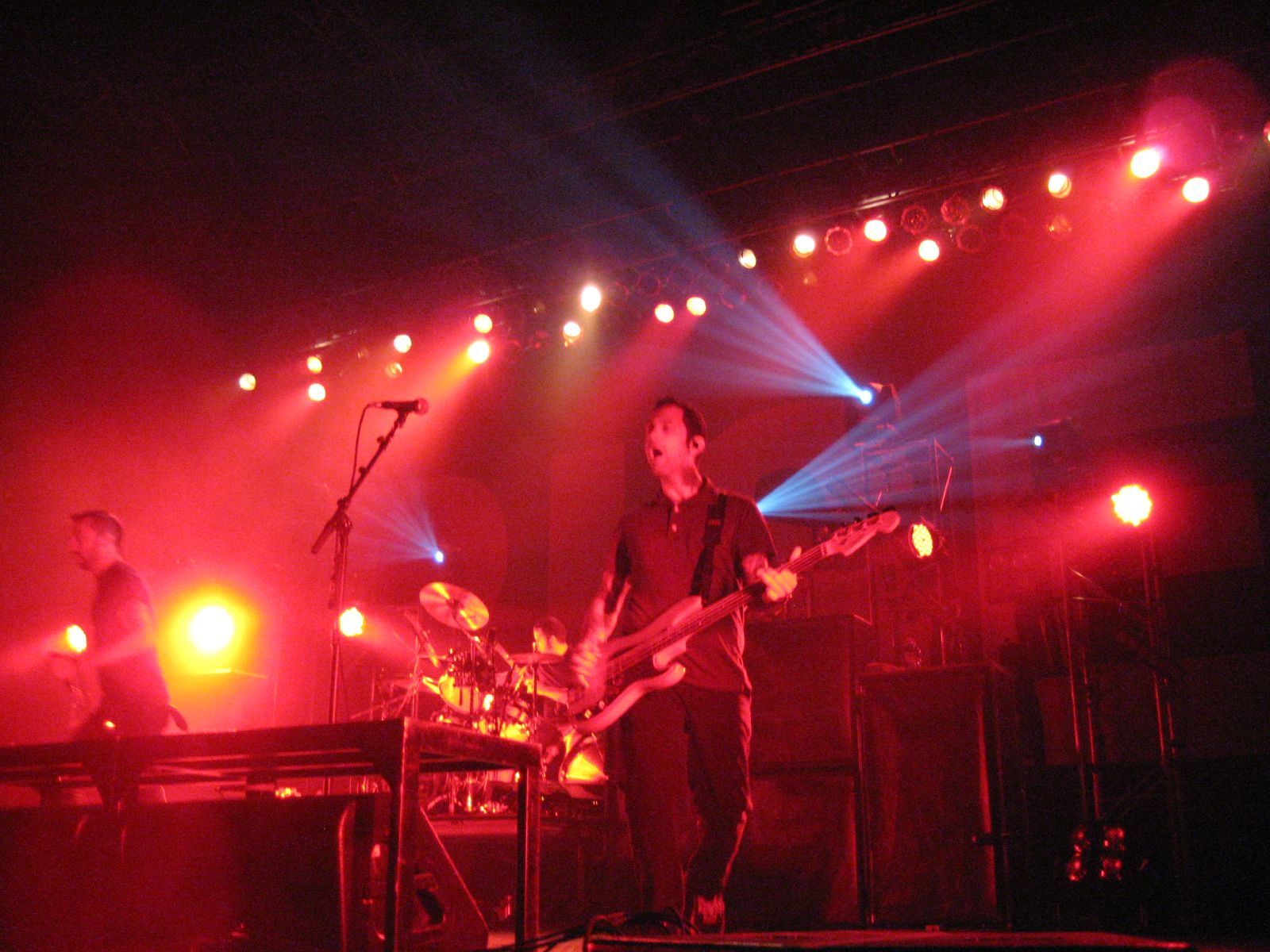
Rise Against tocando en directo en San Juan Hill, Nueva York, el 14 de octubre de 2008 promocionando Appeal to Reason

Rise Against tocó en el vigesimosexto KROQ Weenie Roast organizado por KROQ el 17 de mayo en Irvine, California y en el sexto Download Festival el 13 de junio de 2008 en Donington Park, Inglaterra, además de en el Greenfield Festival de Suiza, y los festivales Hurricane y Southside de Alemania. Al igual que en años anteriores, participaron en el Warped Tour, aunque en esta ocasión solo del 6 al 17 de agosto en la Costa Oeste de los Estados Unidos.
Appeal to Reason, el quinto álbum de estudio de la banda, se lanzó el 4 de octubre en Australia, el 6 de octubre en Europa y el 7 de octubre en Estados Unidos. Vendió 64 700 copias en su primera semana y llegó al puesto número tres en el Billboard 200, convirtiéndolo en el más exitoso de la banda hasta la fecha. 
Appeal to Reason recibió, en general, críticas positivas. Sin embargo, los críticos no le dieron tan buena nota como a The Sufferer & the Witness, quejándose sobre todo de su acercamiento al mainstream y el alejamiento del más veloz hardcore punk. Concediéndole un C+, Marc Weingarten de Entertainment Weekly dijo que el álbum estaba repleto de «himnos protesta que se acercan más a la angustia pulida de bandas como New Found Glory o Fall Out Boy que al genuino escándalo de los inteligentes Green Day» y tiene canciones que son «vitales pero bastante vacías, deprimentes power chords con pocos ladridos y mordiscos». Kyle Anderson de Rolling Stone afirmó que las canciones de Appeal to Reason «están conducidas por una afilada sensibilidad pop». También dijo que «Rise Against igual están nerviosos por dejar atrás el underground, pero con afiladas canciones como éstas, están listos para el resto del mundo».

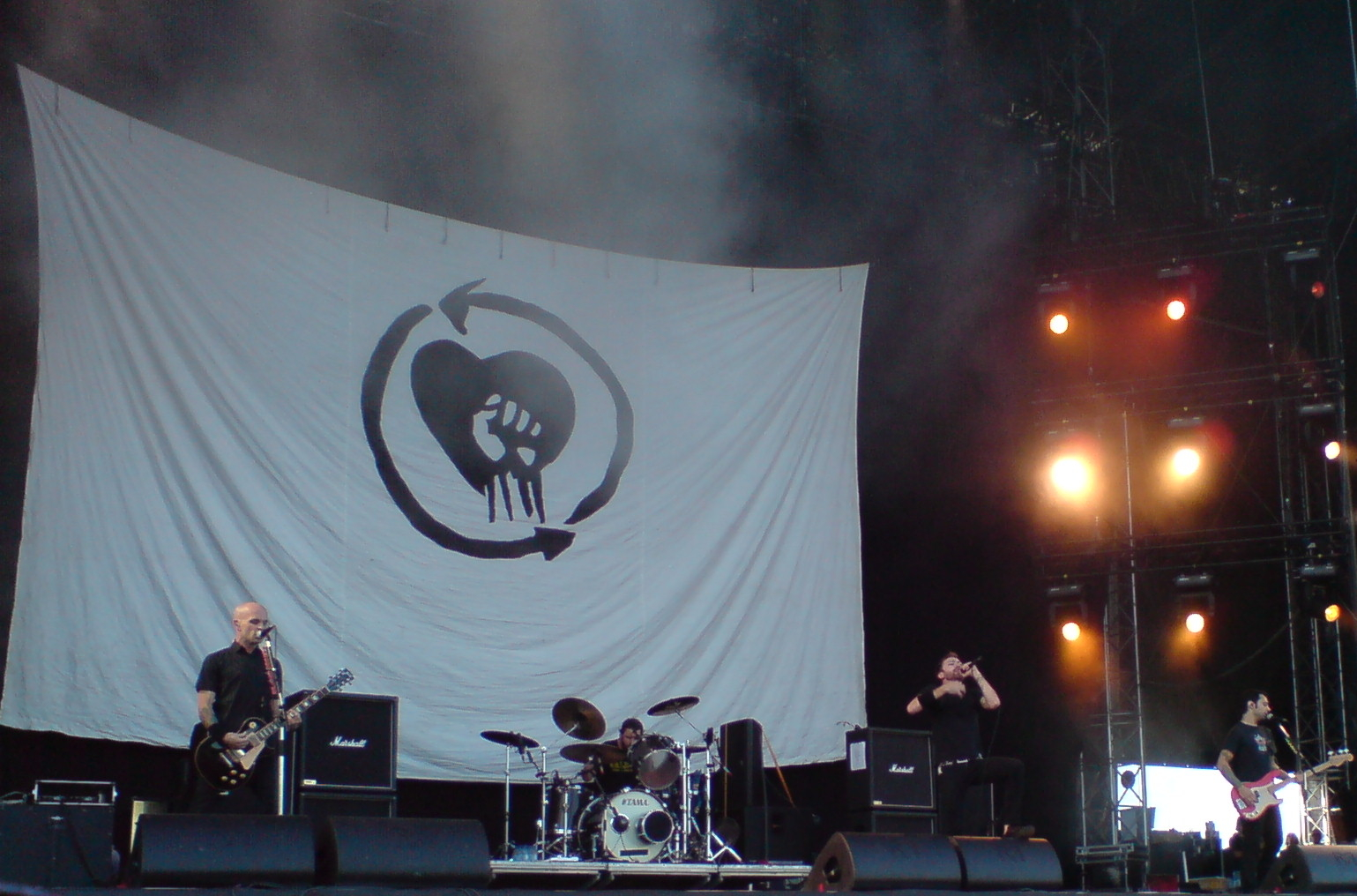
Rise Against (Zach Blair, Brandon Barnes, Tim McIlrath, Joe Principe) en el Festival Wiley Open Air de Nuevo Ulm, Alemania.

El 12 de mayo de 2009 se lanzaron dos canciones inéditas grabadas en las sesiones de Appeal to Reason a través de Fat Wreck Chords junto a las canciones «Grammatizator» y «Voice of Dissent» en una edición limitada de 1010 copias en vinilo de color de 7" y 4008 copias en vinilo negro.
Rise Against participó en una gira estadounidense con las bandas Rancid, Billy Talent, Killswitch Engage y Riverboat Gamblers entre junio y julio de 2009. Además hicieron una mini gira por el Reino Unido en noviembre con Thursday y Poison the Well de teloneros. También tocaron en el KROQ's Almost Acoustic Christmas en diciembre de ese mismo año, teloneando a AFI.
Después de completar una gira europea entre octubre y noviembre de 2009, una gira australiana en enero y febrero de 2010 y la gira de festivales veraniegos europeos (incluyendo Bilbao BBK Live, Rockin' Park, Sonisphere Festival o Rock Im Park, entre otros), Rise Against comenzaron a grabar su nuevo álbum de estudio.
El 7 de septiembre anunciaron en su sitio web oficial que iban a lanzar su segundo DVD en directo llamado Another Station: Another Mile, lanzado el 5 de octubre de 2010. Según la banda, el DVD se enfocaba, sobre todo, en las actuaciones en directo.

### Endgame(2010-2014)
El 14 de septiembre de 2010, según el guitarrista Zach Blair, Rise Against ya había comenzado a grabar su sexto álbum de estudio para su posterior lanzamiento en 2011. La grabación se estaba llevando a cabo en The Blasting Room de Fort Collins, Colorado. En el DVD de Rise Against Another Station: Another Mile, se incluyen samples de posibles canciones al comienzo del mismo. Rise Against ha anunciado dos conciertos sudamericanos, uno en Brasil y otro en Argentina en febrero, además de una minigira europea para marzo.
Rise Against terminaron la grabación de su sexto disco, Endgame, en enero de 2011, después de grabar algunas voces de artistas invitados. Las letras del disco hablan de temas del mundo real, como el huracán Katrina o el derrame de crudo del Deepwater Horizon, e inspiradas en la canción de Dixie Chicks «Not Ready to Make Nice». Según McIlrath, a pesar de que las letras hablan de temas crudos, tienen un punto positivo y fueron escritos desde la perspectiva de: ¿Y si el lugar al otro lado de esta transición es un lugar mejor?». El 12 de enero de 2011, Rise Against anunciaron el lanzamiento para el 15 de marzo de ese mismo año. Aunque la revista Spin etiquetó Endgame como un álbum conceptual, el 7 de enero de 2011, McIlrath dijo: «el disco no es un álbum conceptual y no tiene en absoluto nada que ver con Dixie Chicks». El primer sencillo del disco, «Help Is on the Way», debutó en la emisora de radio estadounidense KROQ el 17 de enero.
El 10 de mayo de 2011, publicaron un álbum split, versión limitada, en vinilo de siete pulgadas junto a la banda de punk Face to Face de dos canciones, mientras que en agosto de ese mismo año Rise Against tocó en los Festivales de Reading y Leeds. Seguidamente, en septiembre actuaron junto a Mariachi El Bronx como teloneros de Foo Fighters en nueve conciertos por Estados Unidos.

### The Black Market(2014-2016)
El 14 de abril del 2014, anunciaron que estaban grabando un nuevo disco a través de su página de Facebook. El 5 de mayo del 2014, colocaron un vídeo indicando que el álbum saldría en el verano del 2014. El 27 de mayo del 2014, publicaron otro vídeo con un fragmento de canción del nuevo álbum indicando que sería julio la fecha de salida. El 4 de junio del 2014 desvelaron que el título del álbum sería The Black Market y que saldría el 15 de julio.
El primer sencillo, «I Don't Want To Be Here Anymore», se publicó el 10 de junio del 2014, y «The Eco-Terrorist in Me» el día 22 de junio del 2014, mientras que el álbum completo salió a la venta el 15 de julio del mismo año.
Gracias a The Black Market, Rise Against obtuvo su segundo número uno en la lista Top Rock Albums de la revista Billboard con 53 000 unidades vendidas, según Nielsen SoundScan, siendo el primero de ellos gracias a su anterior disco Endgame.

### Wolves(2017-2019)
El 18 de abril de 2017, la banda publicó un nuevo y misterioso sitio web que parecía mostrar una lista de canciones críptica, duración de las canciones y una fecha de anuncio "4.20.2017" para el nuevo álbum.
El 20 de abril de 2017, Rise Against anunció el título de su nuevo álbum Wolves bajo el sello discográfico Virgin Records. El primer sencillo, «The Violence», se publicó el 20 de abril del 2017.
El 27 de julio de 2018, Rise Against lanzó el álbum recopilatorio The Ghost Note Symphonies, Vol. 1 bajo el sello discográfico Virgin Récords. El álbum contiene versiones de canciones previamente publicadas con orquestación acústica e instrumentación alternativa.

### Nowhere Generation(2020-2024)
El 16 de septiembre de 2020, la banda lanzó una nueva canción llamada "Broken Dreams, Inc." que fue tomado de la banda sonora de DC Comics Dark Nights: Death Metal. El noveno álbum de estudio de la banda, Nowhere Generation, se lanzará el 4 de junio de 2021. La banda debutó con la canción principal del álbum el 17 de marzo de 2021.
Durante la grabación de Nowhere Generation, Rise Against compuso un total de dieciséis canciones, pero solo incluyó once en el álbum. Las cinco restantes se lanzaron en 2022 como Nowhere Generation II, un EP que funciona como continuación del álbum. Se anunció junto con el lanzamiento del sencillo "Last Man Standing" el 6 de junio de 2022, y el EP se lanzó cuatro días después.

### Ricochet(2025-presente)
En noviembre de 2024, Rise Against anunció una gira estadounidense junto a Papa Roach como cabezas de cartel. Más tarde ese mismo año, McIlrath reveló que la banda estaba trabajando en nueva música, con un lanzamiento previsto para el año siguiente: «Tenemos mucha música nueva lista y estamos deseando compartirla con el mundo el año que viene». El 23 de enero de 2025, la banda lanzó un nuevo sencillo titulado «Nod». La banda tiene previsto lanzar su undécimo álbum, titulado Ricochet, el 15 de agosto de 2025.

## Política y ética

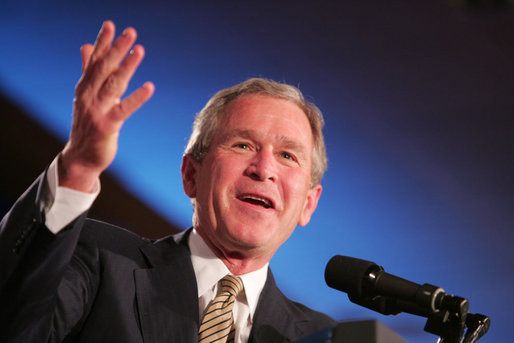
Rise Against apareció en el recopilatorio Rock Against Bush, Vol. 1.

Todos los miembros de la banda, excepto Barnes, son miembros activos de PETA, una organización a favor de los derechos de los animales. El videoclip de «Ready to Fall» muestra imágenes de cría intensiva, rodeos, caza deportiva, además de desforestación, derretimiento de placas de hielo e incendios forestales, siendo considerado por el grupo como su mejor vídeo. La versión del director del vídeo se emitió por primera vez a través del sitio web de PETA. En 2009, recibieron el premio Best Animal-Friendly Band otorgado por PETA. Además de ser vegetarianos estrictos, todos los miembros de Rise Against, excepto el batería Brandon Barnes, son straight edge, absteniéndose totalmente del consumo de alcohol y drogas.
Además del apoyo que muestran hacia los derechos de los animales, también han mostrado su apoyo a ideas políticas liberales. Durante las elecciones presidenciales de Estados Unidos de 2004, formaron parte de Punkvoter, un grupo de activistas políticos, además de aparecer en el disco recopilatorio Rock Against Bush, Vol. 1. En las elecciones presidenciales de Estados Unidos de 2008, apoyaron a Barack Obama. En un boletín informativo de comienzos de 2009, la banda dijo: «Pocas cosas han sido tan emocionantes que ver a Bush soltar definitivamente a Estados Unidos de sus ocho años de secuestro».

### Zapatillas Vans
El 23 de mayo de 2007, Rise Against anunció que iban a promocionar una nueva línea de zapatillas Vans que sería «totalmente vegana para apoyar sus esfuerzos en apoyar los derechos de los animales». En respuesta a un rumor en que se hablaba de que Vans usaba fábricas donde se explota a los trabajadores, Rise Against hizo una declaración tanto en su MySpace como en su sitio web diciendo:

Solo una nota aclaratoria para sobre la preocupación que algunos de vosotros tiene respecto a las zapatillas de VANS con las que colaboramos. Todas las zapatillas de VANS, incluyendo las RISE AGAINST VEGAN, se realizan en fábricas que siguen con seriedad las directrices diseñadas para proteger a los trabajadores dedicados a ello. El derecho a sueldos justos, el derecho a trabajar donde quieran, el derecho a trabajar libres de discriminación y acoso, y el derecho a un espacio de trabajo seguro están entre esas directrices que VANS y las fábricas que producen VANS cumplen. Estamos orgullosos de trabajar con una compañía tan progresiva y legendaria.

## Estilo musical e influencias
El estilo musical de Rise Against ha sido descrito en general por los críticos como hardcore punk, hardcore melódico, o punk rock. Ellos mismos han citado numerosas bandas de punk y hardcore como influencias. En 2004, el baterista Brandon Barnes dijo: «Creo que tenemos muchas influencias distintas, como los viejos Cave In, hasta muchos punks como Face to Face, Screeching Weasel y Down by Law».
En 2006, Tim McIlrath comentó sobre el estilo de la banda: «Estamos emulando a Minor Threat y Black Flag. Quién sabe, si Ian MacKaye hubiese llevado los ojos pintados yo también los llevaría». Otras bandas que les han influenciado son Descendents, Dead Kennedys, Refused, y Bad Religion.

## Miembros de la banda
| Miembros actuales - Tim McIlrath: voz principal, guitarra rítmica (1999-presente) - Zach Blair: guitarra líder, coros (2007-presente) - Joe Principe: bajo, coros (1999-presente) - Brandon Barnes: batería, percusión (2000-presente) | Antiguos miembros - Toni Tintari: batería (1999-2000) (solo en Transistor Revolt) - Mr. Precision (Dan Wleklinski): guitarra líder, coros (1999-2001) - Kevin White: guitarra líder, coros (2001-2002) - Todd Mohney: guitarra líder, coros (2002-2004) - Chris Chasse: guitarra líder, coros (2004-2007) |

## Discografía

### Álbumes de estudio
| Año  | Álbum                             | Discográfica          |
| ---- | --------------------------------- | --------------------- |
| 2001 | The Unraveling                    | Fat Wreck Chords      |
| 2003 | Revolutions per Minute            | Fat Wreck Chords      |
| 2004 | Siren Song of the Counter Culture | Geffen Records        |
| 2006 | The Sufferer & the Witness        | Geffen Records        |
| 2008 | Appeal to Reason                  | Interscope Records    |
| 2011 | Endgame                           | Interscope Records    |
| 2014 | The Black Market                  | Interscope Records    |
| 2017 | Wolves                            | Virgin Records        |
| 2018 | The Ghost Note Symphonies, Vol. 1 | Virgin Records        |
| 2021 | Nowhere Generation                | Loma Vista Recordings |
| 2025 | Ricochet                          | Concord Records       |

## Premios y nominaciones
| Año  | Nominación                            | Premio                    | Resultado |
| ---- | ------------------------------------- | ------------------------- | --------- |
| 2006 | «Ready to Fall»                       | MTVu Good Woodie Award    | Nominado  |
| 2008 | «Rise Against»                        | Top In Rock Award         | Ganador   |
| 2009 | «Rise Against»                        | Best Animal-Friendly Band | Ganador   |
| 2009 | «Re-Education (Through Labor)»        | MuchMusic Video Award     | Nominado  |
| 2011 | «Make It Stop (September's Children)» | Best Video With A Message | Nominado  |
| 2012 | «Ballad of Hollis Brown»              | MTV Video Music Award     | Nominado  |